# Кіндрашівка
Кіндраші́вка — село в Україні, центр Кіндрашівської сільської громади Куп'янського району Харківської області. Невелике село з довоєнним населенням понад 800 осіб.

## Географія
Село Кіндрашівка розташоване за 3 км від річки Куп'янка і за 4-км від річки Оскіл. Селом протікає пересихаючий струмок із загатами. На відстані 1 км розташовані села Мала Шапківка, Тищенківка і Радьківка.Поруч проходить автомобільна дорога Р79. За 2 км розташований залізничний пункт Сніжна.

## Історія

### Давні часи
Вважають, що роком заснування села є 1860 рік, але документів не знайдено. Засновником хутора був якийсь Кіндрат Григоров. Через недовгий час неподалік виник ще один хутірець, першим поселенцем якого був теж Григоров. Тож хутори назвали: Григорів перший і Григорів другий.
Обидва вони швидко розросталися і незабаром злилися. Об'єднане поселення за іменем Кіндрата Григорова назвали Кіндрашівкою. Навколо стали виростати інші поселення.
Жителі займалися землеробством. Та оскільки землі для всіх не вистачало, то багато хто займався промислами. Благо повітовий центр Куп'янськ знаходився неподалік, тож справа для вправних рук знаходилась.
Примітністю місцевості були великі зарості калини, що послужило приводом для назви одного з хуторів — Калинове. На узліссях розкиданих тут невеликих гаїв росло багато терну.
Хутір біля криниць або село Кіндрашівка, яке розташоване недалеко від міста Куп'янськ не має точної документальної дати створення, але від старожилів села відомо, що приблизно в 1750 році біля криниць був постоялий двір та корчма де зупинялися подорожуючі та поштові карети. Там і оселився біглий козак Кіндрат Григоров (нині це тваринницька ферма № 1). Поряд почали будувати хати й інші жителі. Кількість дворів та жителів у хуторі збільшувалась повільно. На початку XIX століття нараховувалось 13 дворів та 97 жителів. Завдяки першому поселенцю Кіндрату назву хутора змінили на Кіндратівку, а потім, очевидно при перепису хтось допустив граматичну помилку і назва села змінилася на Кіндрашівку. З 20-30 років минулого століття відомі деякі прізвища це Ляшенко Іван Костянтинович, відомий як дід Ляшко, Комаристий Свирид Олексійович (приблизно роки життя 1913-1990, Герой соц-ної праці), Решетняк Карпо Васильович. Її
Всі жителі села займалися хліборобством, маючи при цьому невеликі наділи землі. Селяни жили бідно, медичне обслуговування здійснювалось 1-2 рази на місяць Куп'янською повітовою земською лікарнею. Все населення було неписьменним, а в 1899 році було відкрите трикласне народне училище завдяки спонсорським коштам поміщика Григорова та Куп'янської повітової ради. Уроки проводила вчителька з помічницею. А в 1911 році при училищі була відкрита бібліотека, яка налічувала 1095 книжок.
7 (20) листопада 1917 року, відповідно до Третього Універсалу Української Центральної Ради, увійшло до складу Української Народної Республіки.

### Часи радянського режиму
Мінялися часи і змінювалось життя селян так в 1920, після революційних подій, у Кіндрашівці був створений комітет незаможних селян (КНС), а вже у 1921 році Кіндрашівка стає центральною сільською радою О. Д. Книш став першим головою.
Вже наприкінці 1930 до Кіндрашівки приєдналися села Тищенківка, Радьківка, Ново-Шевченкове, Мала Шапківка та Рочняківка і була створена артіль «8 Березня».
Дуже важким було життя селян в 1932-33 роках, малі врожаї та великі плани по здачі хліба призвела до голоду не тільки в селі Кіндрашівка, а й в усій Україні. Під час організованого радянською владою Голодомору 1932—1933 років померло щонайменше 324 жителі міста.
Після тяжких років вже починаючи з 1938 року починається нове трудове життя селян, артіль 8 Березня очолив Ярошенко Степан Климентійович відповідальний та грамотний керівник сільськогосподарського виробництва. І вже через два роки, у 1940 році, доходи артілі становили півмільйона карбованців. Покращилося і життя селян, збільшилися їх заробітки — 2 кг зерном і 4 крб грошима — середня оплата робітника та стрімко збільшувалося населення на селі.

#### Друга світова війна
Друга світова війна перервала мирну працю жителів, багато чоловіків пішли на фронт (біля 300 чоловік) всі труднощі сільського виробництва лягли на плечі жінок та дітей. А 24 червня 1942 року Кіндрашівка була окупована німецькими загарбниками. Фашисти знущалися з населення, катували активістів, які допомагали партизанам. І вже в лютому 1943 року Радянська армія визволила село від окупантів. Всього загинуло на Другій світовій війні 86 жителів села, їм встановлений обеліск, а загиблим воїнам, які відбивали село встановлений пам'ятник в парку серед села.

#### Повоєнні часи
В тяжкі після воєнні часи кіндрашани не сиділи склавши руки, а працювали не покладаючи їх. Після війни в рідне село повернувся Ярошенко С. К. і очолив вже колгосп «8 Березня».
З 1950 року почало розвиватися село, зросла матеріальна база колгоспу, почали будувати будинки для селян.
Почало розвиватися культурне життя села, в 1954 році закінчилося будівництво сільського клубу в якому розміщувалася і бібліотека (на той час в ній налічувалося 6778 екземплярів книг).
В 1957 році вийшов перший номер багатотиражної колгоспної газети «Зоря комунізму».
А в 1960 році Кіндрашівська школа була реорганізована у семирічну, директором школи був Соляник Олексій Григорович — відмінник народної освіти. Вчителі зустрічалися з селянами читали їм лекції та виступали на зборах.
Завдяки новим програмам для міст і сіл Харківської області почалася розбудова села, почали з'являтися нові вулиці з цегляними будинками в які переселялися колгоспники з невеликих хуторів з Калиново, Рочняківки, Опариного.
Найбільша розбудова села припала на 70-80-ті роки. Колгосп «8 Березня» став колгоспом-мільйонером, з 1974 року головою колгоспу було призначено Сафонова Анатолія Романовича. В селі з'явився стадіон, баня-сауна, великий торговельний комплекс, нова будівля контори, двоповерхові шістнадцятиквартирні будинки та гуртожиток для приїжджих робітників.

### Незалежна Україна
11 вересня 2022 року ЗСУ звільнили село від російських окупантів.
До 2020 року було центром Кіндрашівської сільської ради.

## Економіка
- ЗАТ, Агрофірма «8 Березня».
- Куп'янська сортодослідна станція Харківського державного центру експертизи сортів рослин.

## Об'єкти соціальної сфери
- Кіндрашівський ліцей
- ФАП села Кіндрашівка
- ФАП села Московка
- Сільський клуб села Кіндрашівка
- Сільський клуб села Московка
- Кіндрашівська бібліотечна філія
- Московська бібліотечна філія[6]